# Río Aliste
El río Aliste es un río de la parte central de España afluente del Esla.

## Curso
Tiene su nacimiento en la sierra de la Culebra, en la pedanía de San Pedro de las Herrerías. Allí desciende desde los aproximadamente 1.110 metros, y en su viaje por los pueblos que forman el valle que conforma a la región de su mismo nombre, atravesando también Tierra de Alba, donde adquiere aspecto de embalse por influjo de la presa de Ricobayo. El origen del nombre se debe muy probablemente a la existencia de alisos en su orilla.
La longitud total del río Aliste es de aproximadamente 72,05 kilómetros. Su caudal es muy variable durante su recorrido, llegando al estiaje algunos veranos de años secos, sobre todo en el cauce alto. En invierno lleva bastante agua con las aportaciones de sus afluentes Mena y Frío, junto con otros pequeños arroyos que discurren desde la sierra de la Culebra. Su aportación media estimada es de 133,8 hm³/año. 
Aparece descrito en el segundo volumen del Diccionario geográfico-estadístico-histórico de España y sus posesiones de Ultramar de Pascual Madoz con las siguientes palabras:

ALISTE: r. en la prov. de Zamora y part. jud. de Alcañices; va con direccion de NO. á SE; se forma de las aguas de diversas fuentes y arroyos, que desprendidos de la Sierra de la Culebra principian á reunirse en el pueblo de San Pedro de las Herrerias: con el nombre de r. se dirije por Mayde á Pobladura, en donde se encuentra un mal puente de madera; pasa por los l. de Torre y Palazuelo de las Cuevas, bañando á este por la der. y al primero por la izq., y entra en San Vicente de la Cabeza, en donde así como en Bercianos que deja tambien á la izq., hay puentes de madera de muy mala construccion: continúa su marcha, y antes de llegar á Flores recibe el arroyo Ceball, que trayendo su origen de los montes y jurisd. de Villarino, pasa por Fradellos y viene á unirse por la der. al mismo tiempo que por la izq. admite á Riofrio, enriquecido con las aguas que bajan por Cabañas y Camp grande de la indicada sierra de la Culebra: pasa por Flores, y en su tránsito á Gállegos del Rio, recoge el arroyo Mena ó sea ribera de Mantellanes y Mellanes: en Gállegos encuenra un puente igual á los anteriores; á poco trecho se le reunen los citados riach., y atravesando por el térm. de Domes, entra en el de Vegalatrabe, pasa por debajo de otro puentecillo y dejando la pobl. á la izq., llega á Losacino de Alba, donde existen restos de un puente de piedra de dos arcos, que destruyó una avenida en el año 1804. Cruza el pueblo y térm. de Losacino el riach. de Val de Ladron, que descendiendo tambien de la sierra de la Culebra, baña á Losacio y viene á unirse al Aliste, el que dirigiéndose á Muga y puente de madera del Castillo de Alba, entra en el terr. de Carbajales, en el cual y en el sitio denominado Caño de la Barrosa está un barquichuelo que da paso al camino de Carbajales á Bermillo, y finalmente se une con el Esla al S. de la Pueblica y junto á la barca de San Pedro de la Nave lim. del part. jud. de Zamora, despues de haber recorrido unas 11 leg. En lo general es vadeable, especialmente en verano y en las primeras 5 leg. de su curso, puesto que aun llega á interrumpirse en dicha estacion, pero es caudaloso en invierno, y en las 6 leg. restantes hasta su confluencia con el Esla. Su mayor profundidad es de una vara; fertiliza el terr. que recorre, y en sus márg. se encuentran buenos y nutritivos pastos, frondosas y espesas arboledas: da impulso á un crecido número de molinos harineros y proporciona á los pueblos inmediatos escelente pesca de barbos, anguilas, cangrejos y truchas.
(Madoz, 1845, pp. 12-13)

## Afluentes
- Arroyo del Carrilón
- Arroyo del Hoyuelo
- Arroyo de los Colmenarones
- Arroyo de la Vayagona
- Arroyo de Entrambasaguas
- Arroyo de las Adradas
- Arroyo de Lloreses
- Arroyo de la Llagañosa
- Arroyo de las Forcas
- Regato de la Saposa
- Arroyo de la Llamera Redonda
- Arroyo de la Furnia
- Arroyo Lanseros
- Arroyo Zulema
- Arroyo del Soto
- Arroyo Armintero
- Regato Valdesosa
- Arroyo la Huelga
- Arroyo del Llobrín
- Río Cebal
- Río Mena
- Ribera de Riofrío
- Arroyo del Avellanar
- Arroyo de Entrepeñas
- Arroyo de la Fuentica
- Arroyo de las Apretaduras
- Barranco de las Sadreras
- Arroyo de Valdeladrón
- Arroyo de la Redondecha
- Arroyo de Valdenudos
- Arroyo de Retael
- Arroyo del Busto

## Pueblos
Vertebra las comarcas de Aliste y Tierra de Alba, discurriendo por entre un cerrado valle y describiendo meandros pronunciados, muestra grandes desniveles y algunos cortados en sus orillas que en algunos casos pueden sobrepasar los 100 metros casi verticales.
Los municipios y localidades por los que cruza se enumeran en orden a continuación:
- Mahíde:
  - San Pedro de las Herrerías
  - Mahíde
  - Pobladura de Aliste
  - Las Torres de Aliste
- San Vicente de la Cabeza:
  - Palazuelo de las Cuevas
  - San Vicente de la Cabeza
  - Bercianos de Aliste
- Gallegos del Río:
  - Valer
  - Flores
  - Gallegos del Río
  - Domez
- Vegalatrave
- Losacino:
  - Vide de Alba
  - Losacino
  - Castillo de Alba
  - Muga de Alba
- Carbajales de Alba
- Videmala:
  - Villanueva de los Corchos

Desde Vegalatrave ha perdido su característica de río normal al quedar sus aguas incluidas dentro del embalse del Esla o Ricobayo.

## Fauna
A comienzos del siglo XX, su fauna era rica y variada, siendo las especies todavía las autóctonas; más tarde, desde la construcción del embalse, ya no se han vuelto a ver anguilas, ni la concha de río, ni tampoco el apreciado cangrejo de río, y finalmente con la inclusión de los depredadores del agua, ya no quedan bogas, ni escallos, ni las riquísimas sardas y casi tampoco barbos; solo especies introducidas artificialmente por el hombre.

## Economía
Su aportación económica a la comarca de Aliste es muy escaso, exceptuando la producción hidroeléctrica, la pesca de ciertas variedades de ranas y peces, así como los posibles usos deportivos y de ocio; en la actualidad podría decirse que sólo supone una barrera u obstáculo en el tranquilo discurrir de las gentes de todos los pueblos de la región.